# Abe Lincoln in Illinois
Abe Lincoln in Illinois è un'opera teatrale di Robert E. Sherwood, che debuttò a Broadway nel 1938. La piece vinse il Premio Pulitzer per la drammaturgia nel 1939, rimase in cartellone per 472 repliche e fu riadattato da John Cromwell nel film Abramo Lincoln (1940). Il dramma, in tre atti, racconta la vita del presidente Lincoln dall'infanzia all'ultimo discorso in Illinois, prima che partisse per Washington dove verrà ucciso da John Wilkes Booth. Nel dramma si parla anche della sua relazione con Mary Todd Lincoln e dei dibattiti Lincoln-Douglas.